# Lake Cavanaugh
Lake Cavanaugh je obec v okrese Skagit v americkém státě Washington. V roce 2010 měla 167 obyvatel a patřila do metropolitní oblasti Mount Vernon-Anacortes. Podle důchodu na hlavu se jednalo nejen o 30. nejbohatší obec ve státě Washington, ale také o celkově nejbohatší v okrese Skagit. 59 % z rozlohy obce, která činí 5,5 km2, tvoří vodní plocha. 99 % obyvatelstva tvořili běloši, necelé 1 % původní obyvatelé. K hispánskému původu se hlásilo necelé 1 % obyvatel obce.